# Реверс (роман)
«Реверс» — роман российских писателей-фантастов Сергея Лукьяненко и Александра Громова, второй из межавторского цикла «Пограничье», рассказывающего о вымышленном мире Центрума. Роман был написан в 2012—2013 годах и впервые опубликован издательством «АСТ» в 2014 году.
Действие романа происходит в нашем мире, мирах Центрума и Гомеостат, проход в которые могут открывать проводники. Один из лучших проводников контрабандистов теряет память, в результате чего за ним начинают охотиться несколько фирм контрабандистов и спецслужбы Земли и Центрума, чтобы переманить на свою сторону. Его друзья также активно пытаются найти Макса. Особый отдел пограничников полагает, что Макс может помочь спасти Землю от «высокомолекулярной чумы», уничтожения всей пластмассы и нефти, что отбросит её развитие на сотню лет в прошлое. Однако, осознавший себя Макс отправляется путешествовать по другим мирам.
В 2015 году на конференции писателей, работающих в жанре фантастики, «РосКон», роман Сергея Лукьяненко и Александра Громова «Реверс» претендовал на премию в номинации «Межавторский проект».

## Сюжет
Макс Штейнгарт, лучший проводник между мирами в фирме контрабандистов, попадает в Гомеостат, один из перпендикулярных миров Центрума. В этом мире нет окончательной смерти, но каждый человек раз в неделю умирает, а через некоторое время воскресает, потеряв часть памяти и прежней личности. Пережив несколько циклов, Макс полностью забывает, кто он такой. В это время Сергей Коханский в экстремальной ситуации открывает портал в Центрум. Оказывается, он — адреналиновый проводник, который может открыть портал, если его напугать. С Сергеем тут же связываются контрабандисты и предлагают работу. В ходе обучения Сергей узнаёт про Макса, за которым уже отправились двое других проводников фирмы. Конкурирующие фирмы также хотят заполучить ничего не помнящего Макса. Один из посланных проводников вскоре возвращается и рассказывает, что второй убит, а Макс где-то в Центруме.
Ева, бывшая девушка Макса, убеждает Сергея и других проводников отправиться в Центрум искать Макса. Они захватывают бронепоезд пограничников, требуя предоставить им самолёт и пилота. Ева с Сергеем отправляются на поиски, но все попытки обнаружить Макса оказываются безуспешными. Вернувшись на Землю, они сталкиваются со спецслужбами, которые также хотят найти универсального проводника. Оказывается, пограничники Центрума служат защитой Земли от возможной атаки из мира Очага, в результате которой может быть уничтожена вся пластмасса и нефть, что отбросит Землю назад в развитии. Особый отдел пограничников находит Макса, но тот уже осознаёт, кем он является. При этом он не помнит Еву. Открыв проход, Макс уходит в путешествие по другим мирам.

## Создание и издание
| Год  | Издательство  | Место издания  | Серия      | Тираж | Примечание                        | Источник |
| ---- | ------------- | -------------- | ---------- | ----- | --------------------------------- | -------- |

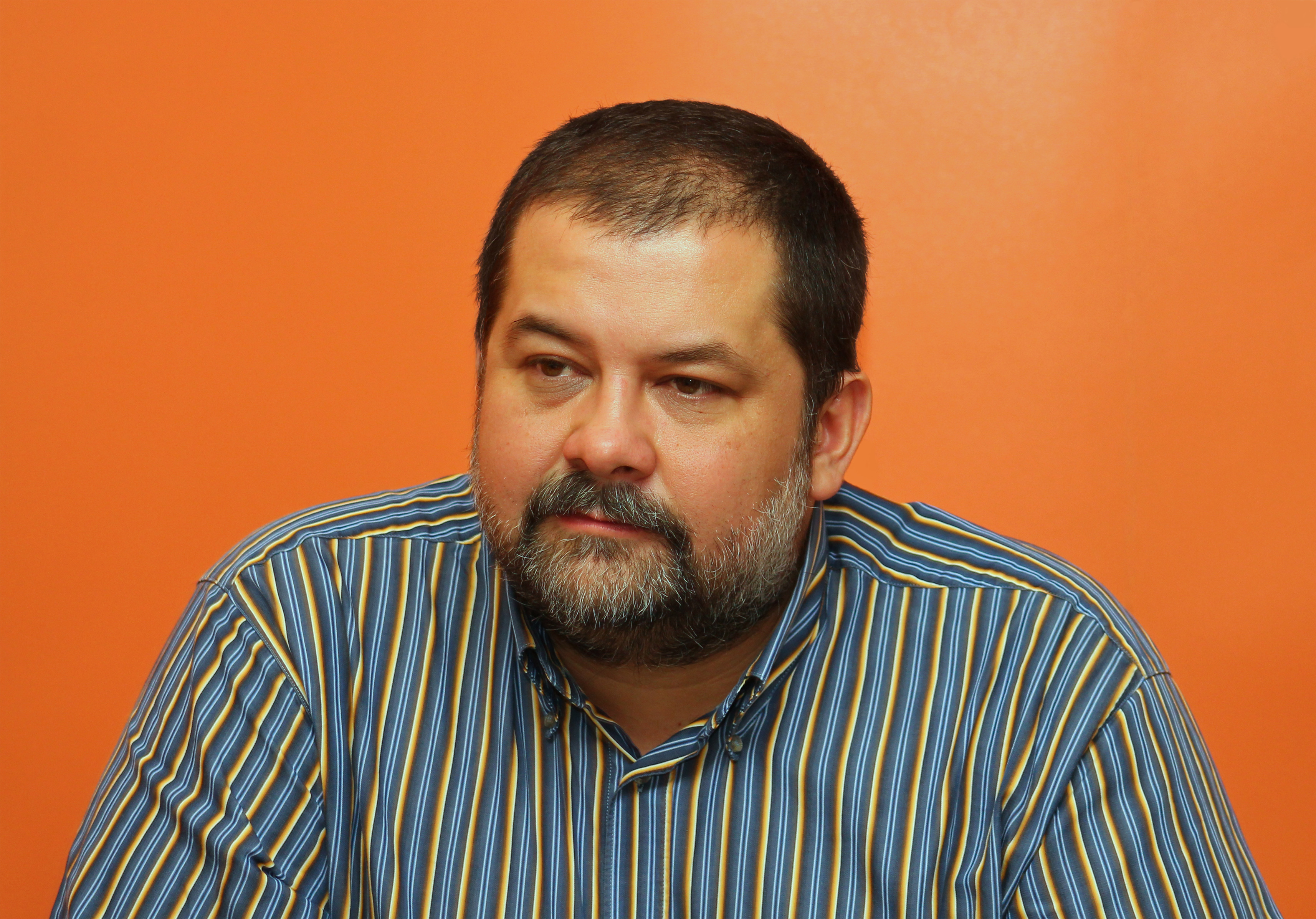
Сергей Лукьяненко

| 2014 | АСТ / Харвест | Москва / Минск | Пограничье | 40000 | Иллюстрация на обложке А. Фереза. | [ 1 ]    |

## Критика и оценки
В 2015 году на конференции писателей, работающих в жанре фантастики, «РосКон», роман Сергея Лукьяненко и Александра Громова «Реверс» претендовал на премию в номинации «Межавторский проект».

## Адаптации
В 2014 году издательство «Аудиокнига», входящее в холдинг «Издательская группа АСТ», записало аудиокнигу по роману. Аудиокнига продолжительностью 15 часов 24 минут вышла на двух CD-дисках в серии «Пограничье (аудиокниги)». Текст с музыкальным сопровождением читает Владимир Маслаков